# Skafognat
Scaphognathus – pterozaur żyjący w okresie późnej jury. Odnaleziony został w Niemczech. Charakteryzowała go rozpiętość skrzydeł 1m. Mógł mieć mózg dużo większy niż większość innych gadów. Szczególnie dobrze rozwinięte były obszary mózgu odpowiedzialne za wzrok i koordynacją ruchową.
Miał szerszą szczękę i krótsze skrzydła niż większość jego krewnych.

## Odkrycie

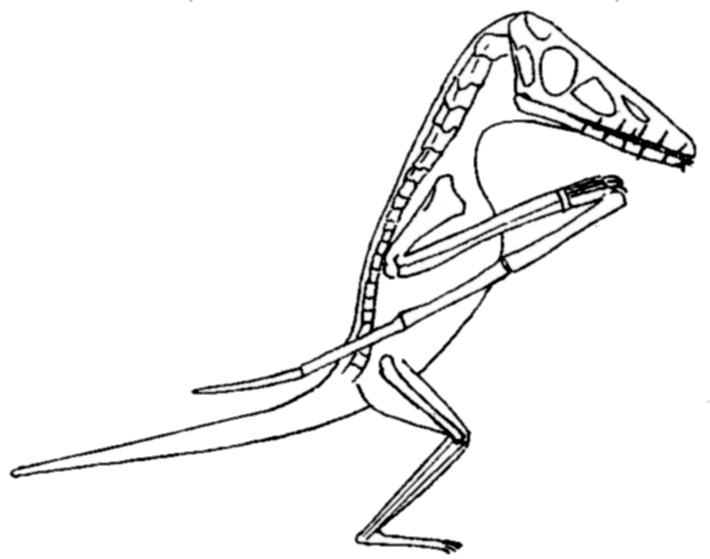
Rekonstrukcja szkieletu z 1875

Pierwsze nie posiadające ogona znalezisko opisane zostało w 1831 przez Augustz Goldfussa, który omyłkowo wziął je za przedstawiciela nowego gatunku rodzaju pterodaktyli. Były to niekompletne szczątki osobnika dorosłego o mierzącej 3 stopy rozpiętości skrzydeł odkryte w warstwie Solnhofen w Eichstatt. W 1861 Johann Wagner odnalazł kolejny okaz w Mulheim, tym razem z zachowanym ogonem, co wskazywało przynależność do podrzędu ramforynchów. Szczątki te był bardziej kompletne, ale o połowę mniejsze (rozpiętość skrzydeł 20 cali). Skostnienie szkieletu nie zaszło całkowicie, w związku z czym podejrzewa się, że chodzi o osobnika młodego.

## Gatunki
- S. crassirostris

## Synonimy
- Pterodactylus crassirostris (Goldfuss 1830)
- Pachyrhamphus crassirostris (Fitzinger 1843
- Ornithocephalus crassirostris (Wagner 1851)
- Brachytrachelus crassirostris (Geibel 1852)
- Rhamphorhynchus crassirostris (Wagner 1858)